# Fornells
|  | Per a altres significats, vegeu «Fornells (desambiguació)». |

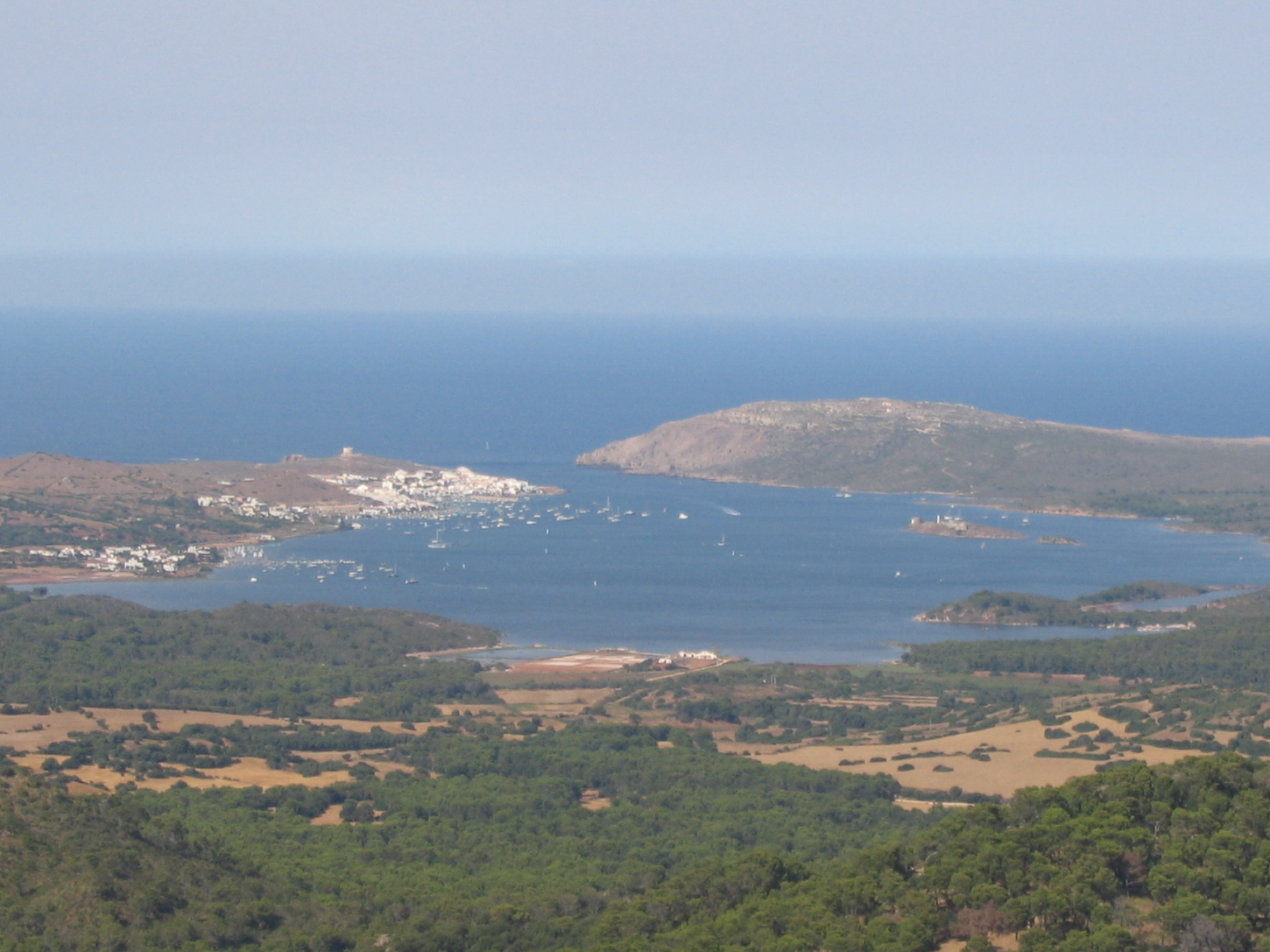
Fornells vist des del cim del Toro

Fornells és un poble situat a la zona nord de l'illa de Menorca. Els habitants de Fornells s'anomenen fornellers i fornelleres. El nucli queda arrecerat de la tramuntana a l'interior de la badia de Fornells homònima.

## Història
Es tenen testimonis de població a Fornells des del segle V tal com deixa palès la presència de l'església paleocristiana. Durant l'edat mitjana es va construir La Talaia de la Mola de Fornells, que vigilava i protegia la costa nord de Menorca. A partir del saqueig del corsari Barba-roja a Maó i l'atac pirata a Ciutadella el 1558 es va decidir cap allà el 1600 construir el Castell de Sant Antoni de Fornells. El 1662 les obres del Castell de Sant Antoni estaven totalment finalitzades i operava com a defensa militar.
La presència del Castell de Sant Antoni a Fornells va propiciar l'aparició d'un raval que es considera actualment l'origen de l'actual nucli antic del poble de Fornells. Entre 1630 i 1635 es constaten les primeres cases fornelleres. Els primers habitants de Fornells foren soldats i les famílies d'aquests. Els soldats eren soldats del Castell de Sant Felip d'Es Castell, del Port de Maó, que es varen mudar al nord de l'illa junt a la resta de membres dels seus familiars, instal·lant-se en el raval.
Es desconeix la data d'inici de construcció de l'Església de Sant Antoni. En l'actualitat, durant les festes patronals de Fornells es produeix una mescla de signes religiosos i civils que ponen de manifest l'estreta relació entre els fornellers i l'església de Sant Antoni.
La Torre de Defensa de Fornells té una estructura arquitectònica única, és una de les torres de defensa més grans de l'illa. Fou construïda en una de les dominacions angleses. La construcció data exactament entre el 1801 i el 1802. La seva funció era la de vigilar i protegir l'entrada del port de Fornells. Per aquesta raó està situada en un punt elevat, just a l'entrada del port, amb unes excel·lents vistes cap al nord marítim. La seva forma tant reforçada sembla com si es tractés d'un petit castell inexpugnable. L'edifici té forma troncocònica, construït amb pedra de marès i reforços d'arenesca. S'accedeix a la Torre a peu des del camí a l'ermita de Lourdes, al final del carrer Tramuntana del poble de Fornells. El seu interior es pot visitar durant els mesos d'estiu.
La torre de defensa de Fornells és una de les darreres construccions constituïdes en plena dominació britànica.

## Fornells en l'actualitat[calcitació]
En l'actualitat, Fornells és un poble molt turístic, però ben conservat. Al seu port s'hi troben diferents botigues i molts restaurants de fama a tota l'illa, on es pot degustar l'arxiconeguda Caldera de llagosta, plat de marisc típic de l'illa.
A partir de la primavera (a finals) comença a venir la gent que té una segona residència a Fornells. Llavors arriba a tenir uns 1500 habitants a l'estiu, mentre que a l'hivern no superen els 500.
La majoria de gent que ve a Fornells durant l'estiu són catalans, que disposen de les seves segones cases a Fornells.
També hi ha una gran afluència de gent de la Comunitat de Madrid, britànics i francesos. La superpoblació durant el juliol i l'agost i la sobreexplotació turística del port provoquen conflictes de convivència entre els veïns.

## Fornells i la disputa per la independència municipal
Fornells actualment pertany al terme municipal des Mercadal, a Menorca, però de la mateixa manera que va passar amb es Migjorn Gran —població segregada del Mercadal als anys vuitanta—, la vila marinera de Fornells també té la intenció de segregar-se del municipi del Mercadal.

## Fills il·lustres
- Gumersind Riera Sans (1911-1990), poeta i professor d'escola.

## Esdeveniments
- Processó marinera del Carme (juliol).
- Festes de Sant Antoni (quart cap de setmana de juliol)

## Llocs destacats
- Torre de defensa de Fornells (1802)
- Església de Sant Antoni Abat de Fornells (1639)
- Castell de Sant Antoni (1662)
- Casa del Contramestre (1925)
- Illa de Ses Sargantanes
- Ses Salines de Fornells
- Cala Tirant
- Jaciment arqueològic de Sa Nitja
- Far de Cavalleria
- La Mola de Fornells
- Torre de l'illa de Sargantana
- Cova de na Polida
- Cova dels Anglesos
- Basílica del Cap del Port de Fornells
- Sanisera